# غیلان دمشقی
غَیْلان بن مُسلم الدمشقی (که در نام پدرش اختلاف است، عده‌ای گفته‌اند: نامش مُسلم بود؛ عدهٔ دگیری گفته‌اند: نامش مروان بوده و عدهٔ دیگری گفته‌اند نامش یونس بوده است) متوفای سال ۱۰۶ هجری قمری (۷۲۴ میلادی) از دانشمندان مسلمان قرن اول هجری بوده است. او را اصالتاً از قبطیان مصر دانسته‌اند. پدرش از موالی عثمان بن عفان بوده است که بعدها مسلمان شده است.

## زندگی‌نامه
او در شهر دمشق متولد شده و زیسته است و به همین خاطر «دمشقی» خوانده شده است. سپس برای آموختن علم به سفر پرداخته و در شهر مدینه نزد علی الحسن بن محمد بن حنفیه تحصیل نمود و سپس فقه را نزد حسن بصری در بصره آموخت. غیلان در دمشق در محله‌ای فقیرنشین نزدیک یکی از دروازه‌های دمشق به نام «دروازهٔ باغ‌ها» (باب‌الفرادیس) می‌زیسته است: یوسف زیدان می‌گوید: «و من فکر می‌کنم علت زندگی او در آنجا این بوده که محیط و حال و هوای غالب آن منطقه مسیحی بوده است».

## علت شهرت
غیلان در میان همشهریان و معاصران خود به نیکی و تقوا و پرهیزگاری شهره است. او یکی از برجسته‌ترین واعظان و سخنوران و نویسندگان زمان خود بوده است و علما و مورخان او را جزو طبقهٔ اول نویسندگان اسلامی (هم‌ردیف با ابن مقفّع، و سهل بن هارون و عبدالحمید کاتب) شمرده‌اندو او رساله‌هایی داشته - که از بین رفته‌اند- که ابن ندیم حجم آن‌ها را بالغ بر دو هزار صفحه دانسته است!
غیلان با خلیفهٔ اموی عمر بن عبدالعزیز مکاتبات علمی و سیاسی داشته است. در یکی از این مکاتبات غیلان، عمر بن عبدالعزیز را نصیحت کرده و به جبران مافات ظلم‌های پدرانش فرا می‌خواند، خلیفه نیز غیلان را مسؤول فروش اموال خلفای پیشین بنی‌امیه می‌کند. غیلان نیز در مدینه به راه می‌افتد و فریادزنان می‌گوید: بشتابید به سوی اموال ظالمان! بشتابید به سوی اموال خائنان! این سخنان غیلان به گوش هشام بن عبدالملک - کسی که بعدها خلیفه شد - می‌رسد و او می‌گوید: این مردک ناچیز بر من و پدرانم ایراد می‌گیرد و ما را خطاکار می‌نامد. به خدا قسم اگر به حکومت برسم یک دست و پای او را قطع خواهم کرد.

## آراء
دیدگاه غیلان در مسألهٔ خلافت و امامت موافق نظر خوارج بود: هر کس که همهٔ شرایط لازم را داشته باشد، لایق حکومت است، حتی اگر از قبیلهٔ قریش نباشد، دیدگاهی که به یک اندازه با نظر بنی امیه و شیعیان متفاوت است: «هر کس بر طبق کتاب و سنّت قیام نماید، لایق پیروی است و حکومت او جز با اجماع امّت تثبیت نمی‌شود».

## اعدام
وقتی - بعد از عمر - هشام بن عبدالملک به خلافت رسید، تصمیم گرفت تا وعدهٔ پیشین خود را دربارهٔ انتقام از غیلان اجرایی نماید. پس او را به دارالخلافه فراخواند و گفت: دستت را دراز کن، غیلان چنین کرد، و خلیفه با ضربهٔ شمشیر دست او را قطع کرد. سپس گفت: پایت را بلند کن، غیلان چنین کرد، و خلیفه با ضربهٔ شمشیر پای او را نیز قطع کرد… چندی بعد مردی بر در خانهٔ غیلان در محلهٔ فقیرنشین دمشق می‌گذشت، به او گفت: ای غیلان! این قضاء و قدر است! غیلان در پاسخ گفت: چنین نیست، این قضا و قدر نیست… وقتی خلیفه این سخن را شنید، سربازان را به سراغ غیلان فرستاد و او را بر یکی از دروازه‌های دمشق به صلیب کشید.

## موضع علما دربارهٔ قتل او
استاد او، حسن بن محمد بن حنفیه سرنوشت او را پیش‌بینی کرده بود و در مجلسی با اشاره به او گفته بود: «این مرد را می‌بینید؟ .. همانا او حجت خدا بر مردم شام (یعنی بنی امیه) است… اما این جوانمرد را خواهند کشت!». برخی از علمای مخالف او نیز از قتل او خوشحال شدند و گفتند: ((همانا کشته شدن او بهتر از کشته شدن دو هزار نفر از رومیان است!». اما ابوبکر آجری و ابن عساکر از امام مکحول شامی - معاصر غیلان - نقل کرده‌اند: «همانا غیلان این امت را ترک گفت، در شرایطی طوفانی مانند طوفان دریا».